# Svatý Barnabáš

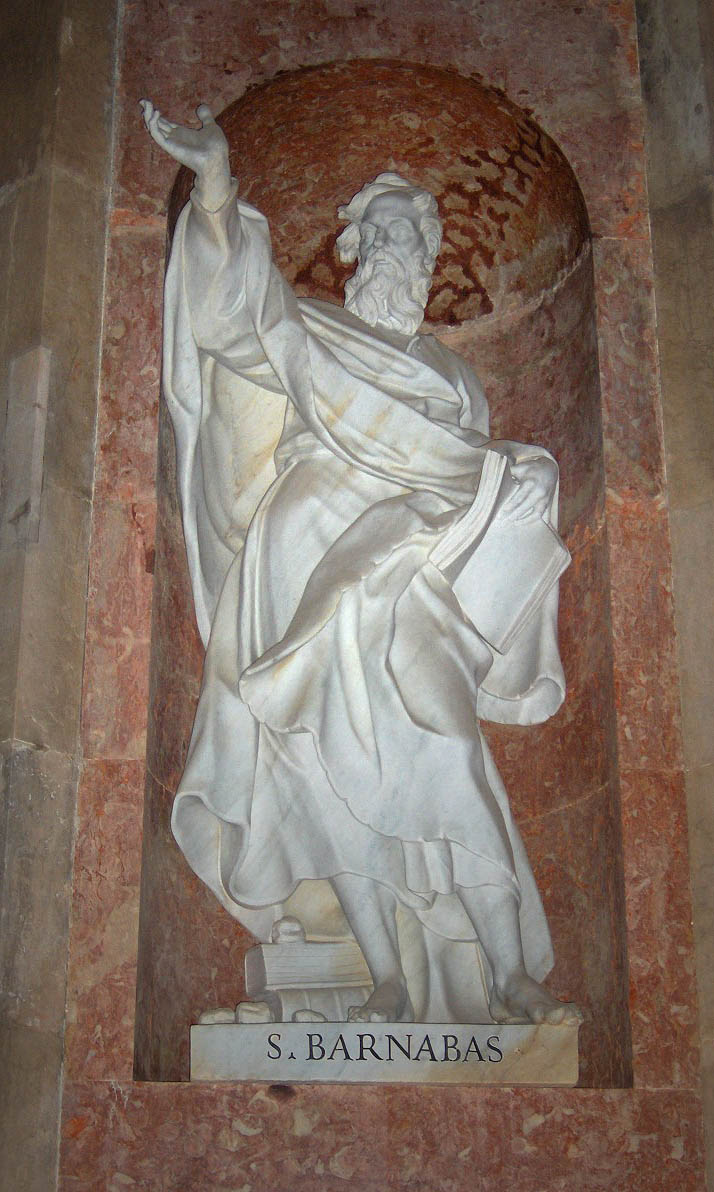
Socha svatého Barnabáše v Marfě, Portugalsko

Svatý Barnabáš (?–61) byl raně křesťanský konvertita, jeden z prvních učedníků v Jeruzalémě. Společně se svatým Pavlem se věnoval misionářským cestám na pohanská území – např. Antiochie, Malá Asie. Zúčastnili se také koncilu v Jeruzalémě, kde obhájili názor, že nežidovští konvertité nemusí přijmout židovské tradice (zejména obřízku), aby došli spásy.

## Život
Narodil se na Kypru a pocházel z židovské rodiny (kněžského rodu Lévijců), jeho rodiče ho pojmenovali Josef.
Je postavou Nového zákona. Nejvíce je mu věnováno ve Skutcích apoštolů a sv. Pavel ho také zmiňuje ve svých listech.
Jméno Barnabáš získal poté, co prodal všechnu svou půdu a utržené peníze věnoval církvi v Jeruzalémě. Když se Pavel po svém obrácení vrátil do Jeruzaléma, Barnabáš se ho ujal a představil ostatním apoštolům. Barnabáše pak poslali do Antiochie, aby se ujal těch mnoha pohanů, kteří uvěřili v Ježíše. Zde dostali následovníci Krista označení křesťané. Odtud se vypravil do Tarsu, aby vyhledal Pavla a přivedl ho s sebou do Antiochie. Tam oba zůstali a úspěšně kázali pohanům o Kristu.
Po roce byli vysláni do Jeruzaléma, aby doručili peníze ze sbírky pro chudé obyvatele Judska. Krátce po příchodu byli posláni společně s Barnabášovým bratrancem Janem Markem na misie do Malé Asie. Při té příležitosti navštívili Kypr, město Perge v Pamfýlii, kde se od nich Jan Marek odloučil, a Pisidskou Antiochii. Odtud ovšem museli utéct před svými odpůrci do okolí měst Lystra a Derba. Pak se vrátili, aby se zúčastnili koncilu v Jeruzalémě. Tam obhájili názor, že nežidovští konvertité nemusí přijmout židovské tradice (zejména obřízku), aby došli spásy.
Po nějakém čase chtěl Pavel, aby ho Barnabáš doprovázel na jeho další cestě. Jenže Barnabáš si přál s sebou vzít Jana Marka, s čímž Pavel nesouhlasil, protože je na předchozí cestě opustil. Nakonec se jejich cesty rozdělily. Pavel si k sobě vzal Silase a odešel do Sýrie a Kilíkie, zatímco Barnabáš odcestoval s Janem Markem na Kypr a Skutky o něm dále mlčí.
Další zmínky lze najít v Ga 2, 13 (Kral, ČEP) a 1Kor 9, 6 (Kral, ČEP).

## Umučení

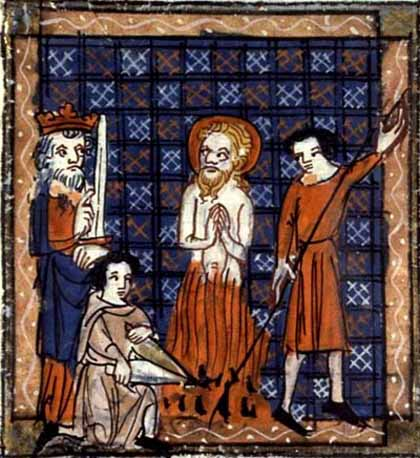
Umučení svatého Barnabáše z knihy Legenda Aurea

Církevní tradice popisuje umučení mnoha svatých. Barnabášovo umučení se řadí mezi legendy.
Vypráví se, že jistí Židé, kteří přišli do Sýrie a Salamis, kde Barnabáš kázal evangelium, byli velice rozčíleni jeho neobyčejnými úspěchy. Když jednou diskutoval v synagoze, přepadli ho a vyvlekli ven, kde ho po nelidském týrání v roce 61 ukamenovali. Barnabášův bratranec Jan Marek, který vše viděl, pak tajně pohřbil jeho tělo v jeskyni, kde zůstalo až do doby císaře Zenona, roku 485. Pozůstatky považované za Barnabášovy se našly v roce 488 v hrobce kláštera sv. Barnabáše v Salamis.
Tradičně je považován za zakladatele Kyperské církve a je uctíván jako patron Kypru.

## Původ jména
Zdá se, že jméno Barnabáš pochází z aramejštiny, kde by znamenalo „syn proroka“. Nicméně ve Sk 4, 36 (Kral, ČEP) je jméno překládáno jako „syn útěchy“.
Římskokatolická liturgie uctívá jeho památku 11. června, na východě je pak uctíván 11. dubna.

## Další zmínky a údajná Barnabášova díla
Tertullian a ostatní západní autoři považují Barnabáše za autora Listu Židům. To však může být tradicí pocházející z Říma (z kterých Tertullian obvykle čerpal), neboť možná právě tam měly listy své první čtenáře. Proti pravdivosti této tradice ovšem existují pádné důvody.
Podle Photia (Quaest. in Amphil., 123) Barnabáš napsal Skutky apoštolů (běžně je autorství přisuzováno Lukášovi).
Je také považován za tradičního autora Listu Barnabášova, křesťanského apokryfního spisku, ovšem moderní odborníci považují za pravděpodobnější, že list pochází z Alexandrie z období okolo roku 130.
Dalším dílem nesoucí jeho jméno je Barnabášovo evangelium, které přetrvalo v podobě dvou post – středověkých rukopisů v italštině a španělštině. Na rozdíl od kanonických křesťanských evangelií a v souladu s islámským pojetím Krista předkládá toto evangelium Ježíše ne jako syna Božího, nýbrž jako proroka a Pavla označuje za „oklamaného“. Dále říká, že Ježíš vstoupil živý do nebe, aniž by byl ukřižován, a Jidáš Iškariotský byl ukřižován místo něj.
Jiné prameny přivádějí sv. Barnabáše do Říma a Alexandrie. „Clementine Recognitions“ (i, 7) ho dokonce vykreslují, jak káže v Římě během Kristova života, a Klement Alexandrijský (Stromata, ii, 20) ho popisuje jako jednoho ze sedmdesáti učedníků zmíněných v Lukášově evangeliu.

## Úcta

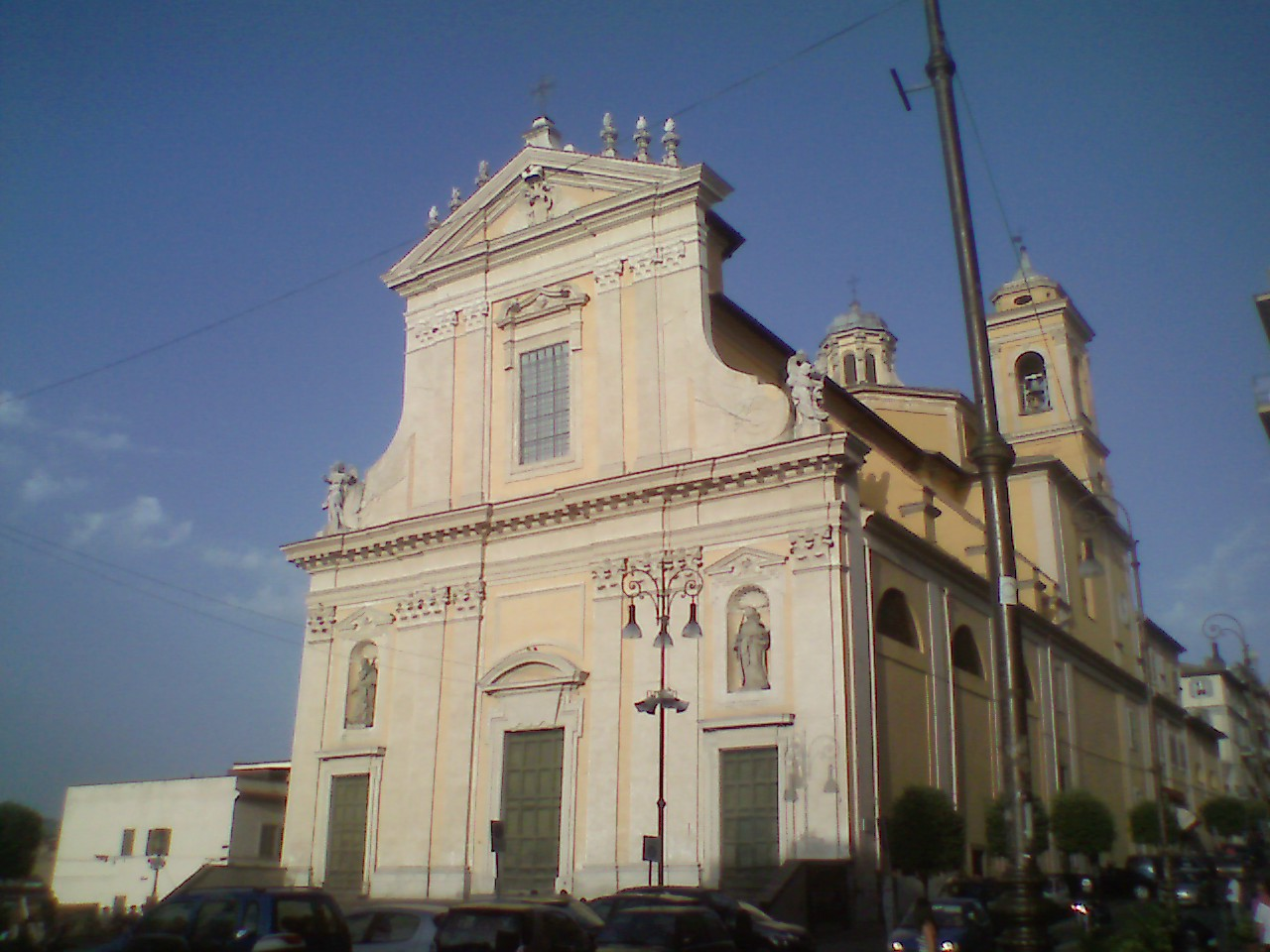
Basilica di San Barnaba v Marinu

V Miláně byl Barnabáš uctíván už v 5. století. V roce 1530 založil Antonín Marie Zaccaria řád barnabitů.
Jelikož jde o známou novozákonní postavu, lze kostely jemu zasvěcené najít po celém světě a napříč různými církvemi a denominacemi. V České republice lze nalézt farní kostel svatého Barnabáše v Těšanech, z kostelů ve světě lze jmenovat například baziliku sv. Barnabáše v italském Marinu či anglikánský kostel sv. Barnabáše v australském Sydney.
Svatý Barnabáš je znázorněn např. ve staroměstském orloji, v kostele sv. Voršily v pražském Novém Městě, v Martinické kapli Katedrály svatého Víta, Václava a Vojtěcha v Praze., v Chlumu svaté Maří a v kostele svatého Václava na Smíchově.

## V populární literatuře a ve filmu
V americkém dvojdílném filmu Petr a Pavel z roku 1981 byl do role apoštole Barnabáše obsazen česko-britský herec Herbert Lom.